# Bergamo
Bergamo (italienskt uttal: [ˈbɛrɡamo] lyssna (fil), östlombardiska: Bèrghem lyssna (fil), västlombardiska: Bergum) är en stad och kommun i regionen Lombardiet i norra Italien. Den är huvudort i provinsen med samma namn.  och ligger cirka 40 kilometer nordost om Milano. Kommunen hade 121639 invånare (2018). Staden är vänort med bland annat Buenos Aires (Argentina) och Pueblo (USA).

## Stadsbild
På grund av områdets topografi delas Bergamo upp i den övre (Città Alta) och nedre staden (Città Bassa). En bergbana mellan de två delarna byggdes 1867. Den övre staden är den äldsta och kringgärdas av befästningsverk, den så kallade Venetianska muren. Den 6 km långa muren och de fyra stadsportarna som kröns med Markuslejon uppfördes 1561–1582 av det venetianska styret och listas sedan 2017 av Unesco som världsarv.
Den övre staden centreras till Piazza Vecchio som flankeras av Palazzo della Ragione i söder, Palazzo del Podestà i väst och Palazzo Nuovo i norr. Det romanska Palazzo della Ragione uppfördes 1182–1192 och har fungerat som stadshus och saluhall. Palazzo Nuovo uppfördes 1604–1611 efter Vincenzo Scamozzis ritningar och hyser Biblioteca civica Angelo Mai. Palazzo del Podestà uppfördes på 1200-talet och övergår i söder till det 43 meter höga Torre civica. På torget finns en staty av författaren Torquato Tasso rest 1681 och Contarini-fontänen från 1780.

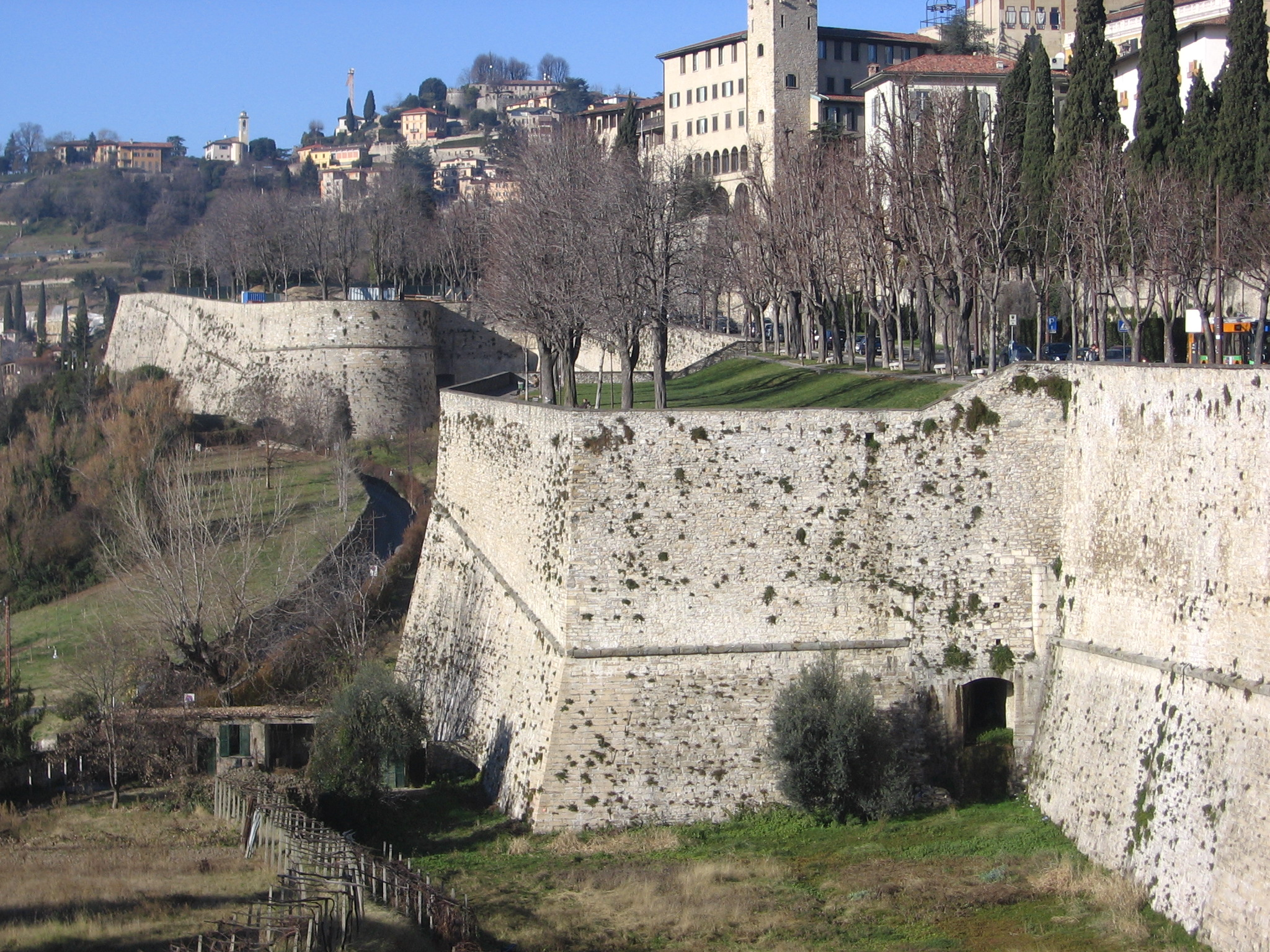
Venetianska muren.
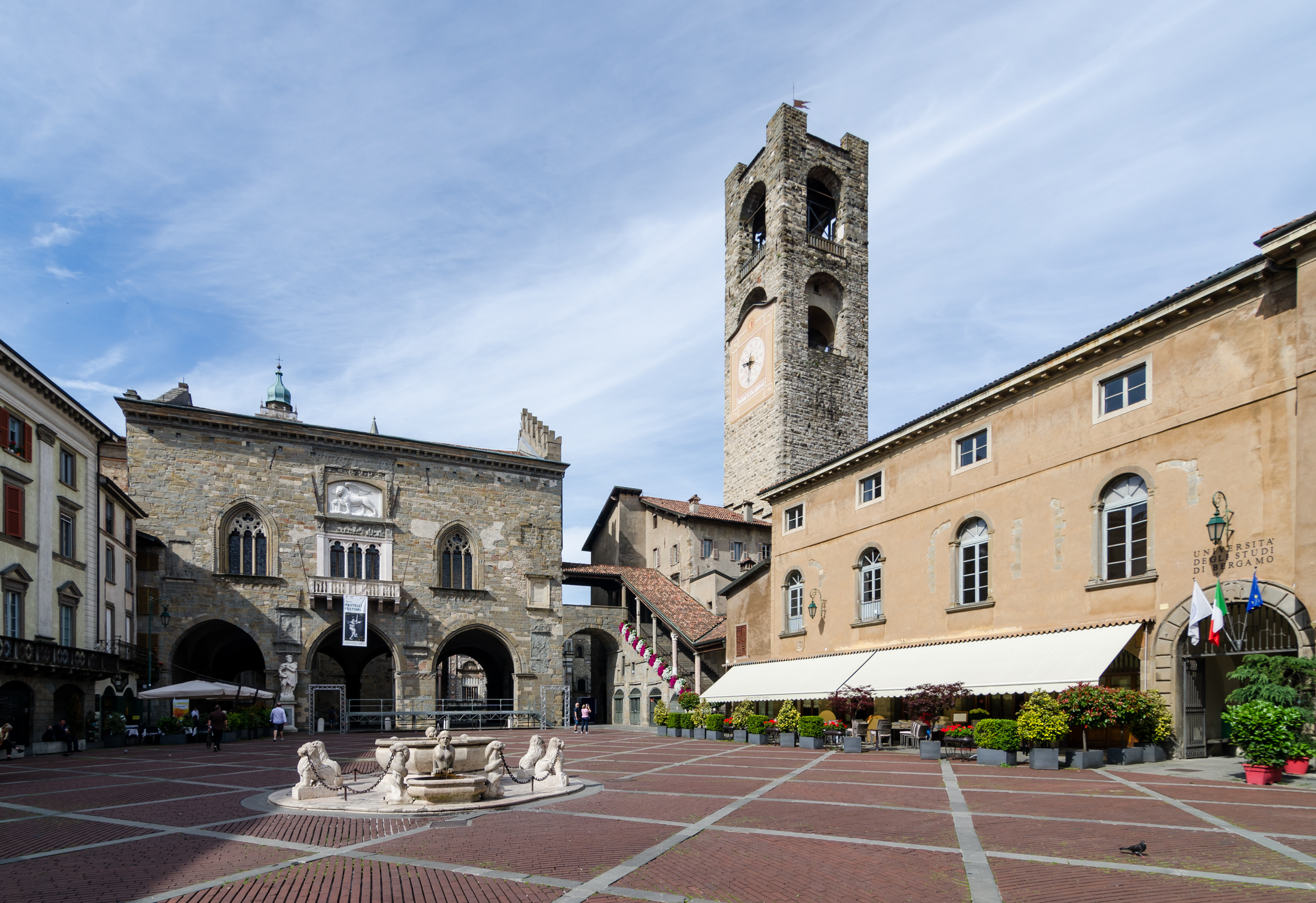
Palazzo della Ragione, Torre civica (43 meter högt torn) och Palazzo del Podestà. I förgrunden  Piazza Vecchio och Contarini-fontänen.
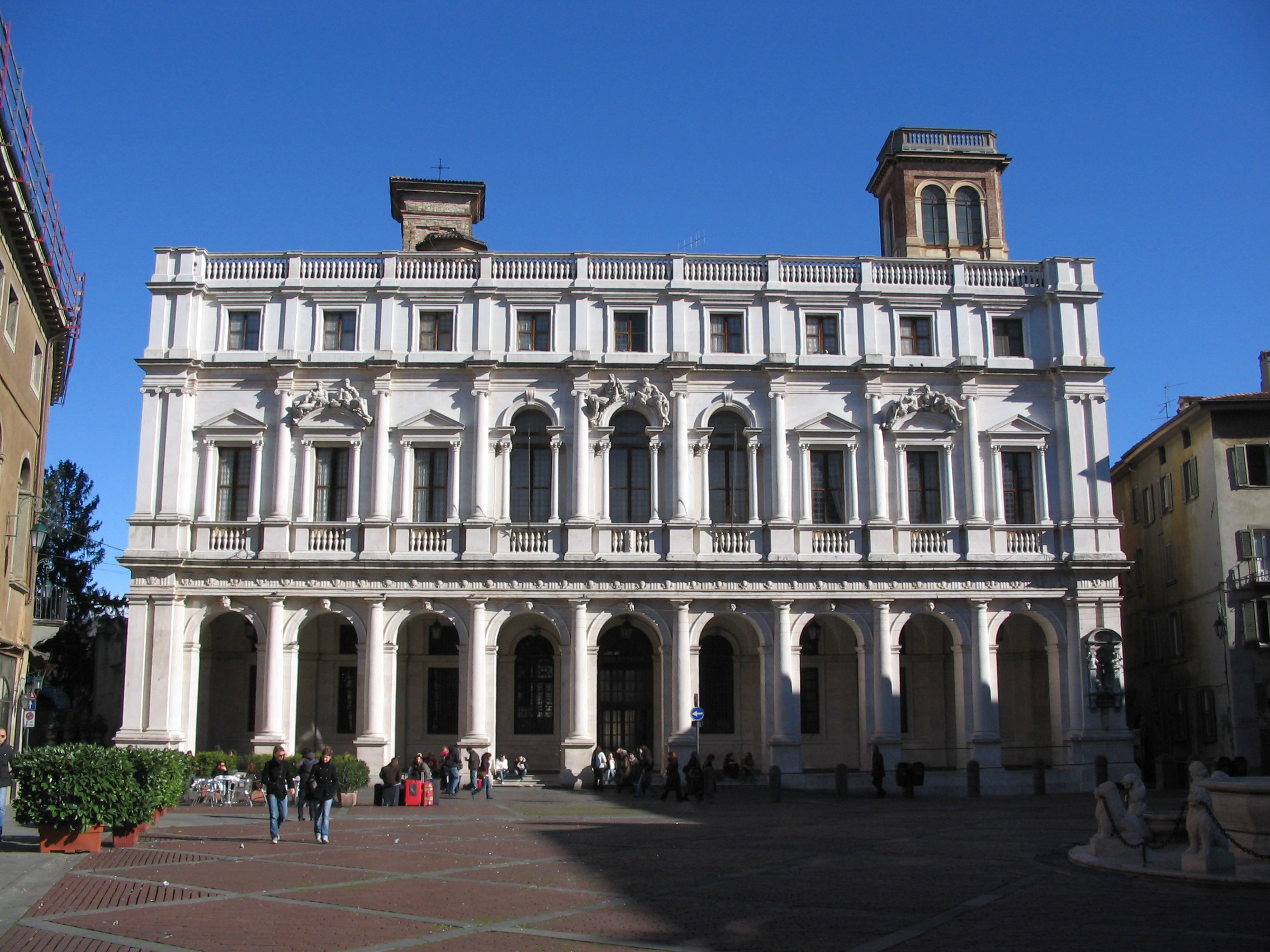
Palazzo Nuovo som hyser Biblioteca civica Angelo Mai.

I anslutning till Piazza Vecchio och på andra sidan av Palazzo della Ragiones öppna bottenvåning ligger Piazza del Duomo som omgärdas av Bergamos katedral, basilikan Santa Maria Maggiore, Colleoni-kapellet och ett åttkantigt baptisterium från 1340. Katedralen är tillägnad Bergamos skyddshelgon helige Alexander och började byggas 1469. Arbetet avstannade vid arkitekten Filaretes död och kyrkans inredning präglas mest av Scamozzi och Carlo Fontanas 1600-talsbarock. Basilikan Santa Maria Maggiore påbörjades 1137 och innehåller tonsättaren Gaetano Donizettis grav. Colleoni-kapellet uppfördes 1470–1476 av arkitekten Giovanni Antonio Amadeo som en utbyggnad av Santa Maria Maggiore.

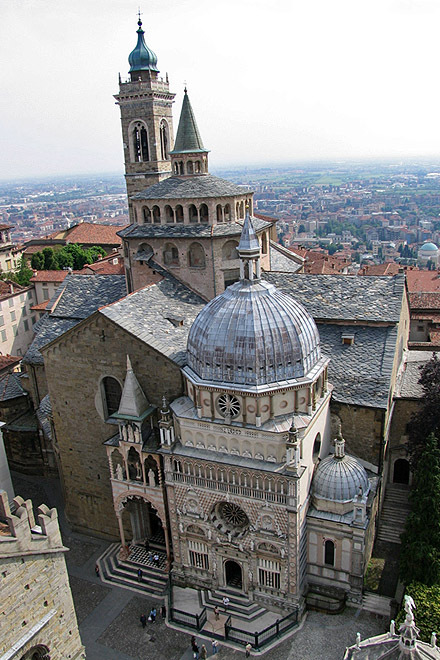
Colleoni-kapellet som utbyggnad till basilikan Santa Maria Maggiore och Piazza del Duomo.
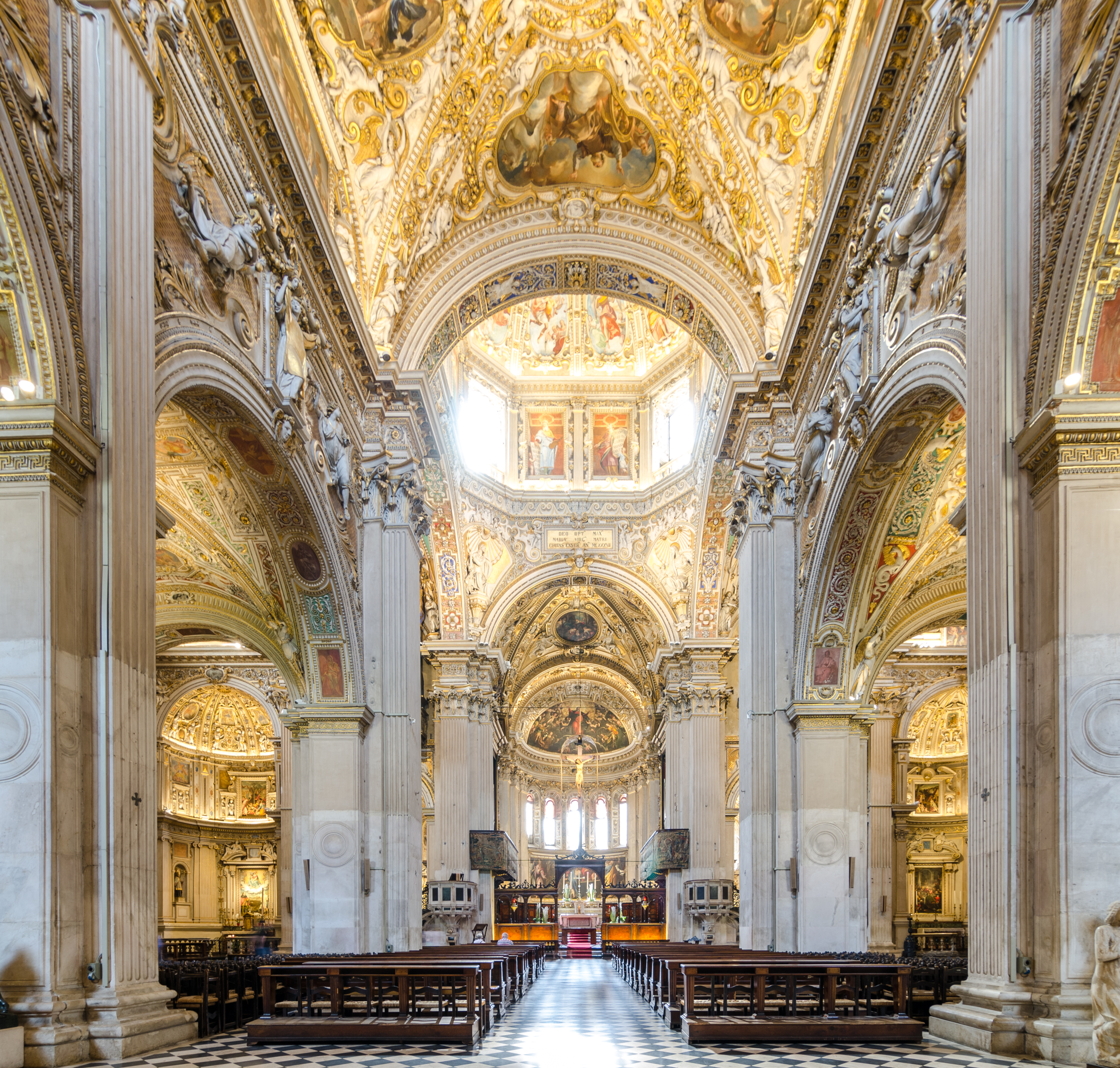
Interiör från basilikan Santa Maria Maggiore.
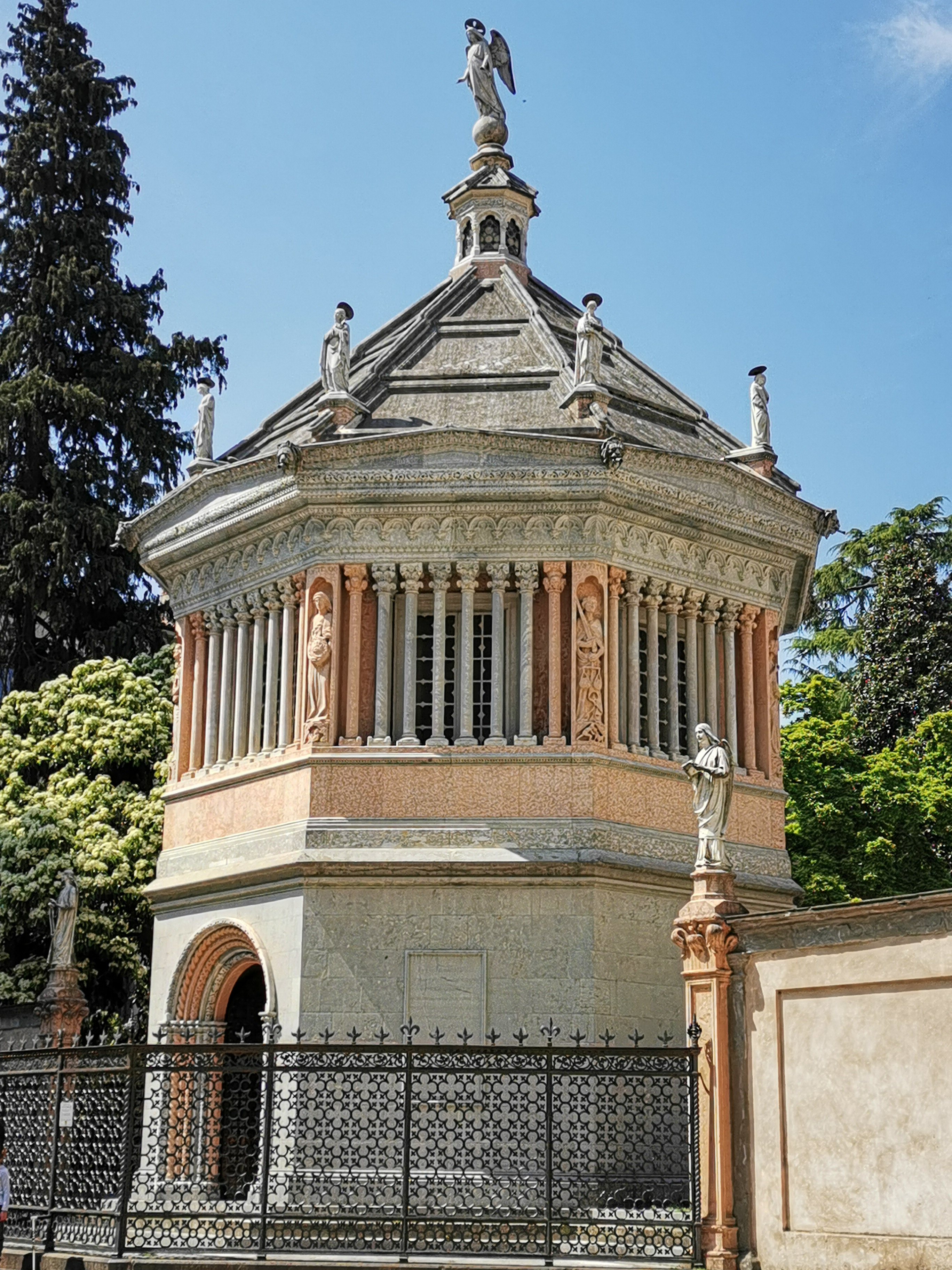
Det åttkantiga baptisteret byggdes 1340.

I Città bassa finns flera ståtliga monumentalbyggnader som huvudsakligen uppfördes under 1800- och 1900-talen. De är samlade kring de fem torg som är resultatet av arkitekten Marcello Piacentinis stadsplan från 1920-talet. I Città bassa finns konstmuseet Accademia Carrara som grundades 1795.

## Historia
Bergamo lokala namn på dialekten Bergamasco är Bèrghem, ett namn som möjligen har germanskt ursprung. På 500-talet f.Kr. var det framför allt kelterna av orobistammen som dominerade trakten runt Bergamo. De hade kontakter med såväl etrusker som romare vars inflytande gradvis tilltog. År 49 f.Kr. fick Bergamo status som romersk stad (municipium) och befästes. Med romarna kom också kristendomen. Stadens skyddshelgon, Alexander av Bergamo(en), avrättades i staden cirka 303. Efter ediktet i Milano 313 kunde Bergamos förste biskop utnämnas, Narno(en). Efter västromerska rikets fall 476 styrdes Bergamo av olika germanska kungariken; från 568 införlivades staden i langobardernas rike vars säte var Pavia. Langobarderna kristnades på 600-talet och kyrkan San Michele al Pozzo Bianco(en) uppfördes i Bergamo på 700-talet.
Den frankiska kungen Karl den store besegrade langobarderna 774, erövrade stora delar av italienska halvön och lät sig krönas till kejsare av påve Leo III. Därmed infördes det frankiska feodala systemet och med en styrande aristokrati. Norditalien kom under flera sekel att vara underställd den tysk-romerska kejsaren och drogs från 1070-talet in i investiturstriden mellan kejsaren och påven där Bergamo skiftande tillhörde de stridande fraktionerna ghibelliner och guelferna.
Investiturstriden ledde till en svagare centralmakt och under 1000-talet blev de italienska stadsstaterna såväl mäktigare som mer självständiga. I Bergamo skapades från 1098 ett självstyre som leddes av ett råd (consiglio) med rådmän (consoli) som valde en ledare (podestà). Från denna tid hör basilikan Santa Maria Maggiore (1137) och rådhuset Palazzo della Ragione (1188–1198).
När kejsar Fredrik I Barbarossa sökte bekräfta sin ställning i Norditalien skapades Lombardiska statsförbundet 1167 i Pontida utanför Bergamo. De sammansvurna norditalienska städerna, däribland Bergamo, lyckades besegra kejsaren i slaget vid Legnano 1176 och deras frihet garanterades i freden i Konstanz 1183. Strider fortsatte dock med kejsaren samtidigt som Lombardiska statsförbundet gradvis avvecklades och de norditalienska städerna under 1200-talet alltmer lämnade rådsstyret och övergick till diktatur med en styrande signoria. År 1332 tilltvingade Azzone Visconti, signoria av Milano, sig makten i Bergamo med stöd av ghibellinerna. Det milanesiska styret varade till 1428 och kännetecknades av högt skattetryck och åsidosättande av stadens institutioner. Bergamo, och i synnerhet guelferna, välkomnade därför Republiken Venedigs seger över Milano i slaget vid Maclodio 1427 som ledde till att Bergamo blev en del av Venedigs Domini di Terraferma(en). Det venetianska styret blev en ny guldålder för Bergamo med visst självstyre, blomstrande handel och byggen som Venetianska muren, katedralen och Palazzo Nouvo.
Under 1700-talet stagnerade Venedig och på juldagen 1796 intog Napoleons styrkor Bergamo. Året efter föll även Venedig. Efter Napoleons fall och Wienkongressen 1815 skapades kungariket Lombardiet-Venetien, underordnat kejsardömet Österrike. 
Redan på 1820-talet uppstod nationalistiska rörelser i framför allt Norditalien vilket ledde till första (1848–1849) och andra (1859) italienska frihetskriget mot österrikarna. År 1859 erövrade Giuseppe Garibaldi Bergamo där han värvade cirka 180 frivilliga som anslöt sig till hans tusen man starka kår, kallad rödskjortorna(en). De erövrade Syditalien vilket blev avgörande för Italiens enande 1861. Bergamo har därefter även blivit känd som La Città dei Mille (De tusens stad). Minnet av framstående personer som deltog i frihetskrigen högtidlighålls på flera håll i Bergamo. På Piazza Pontida, Città Bassas gamla kommersiella centrum, finns en minnestavla över Giuseppe Mazzini, som här höll ett eldigt mobiliseringstal 1848. Ett monument över Garibaldi, som tidigare stod på Piazza Vecchio (under en period benämndes Piazza Garibaldi), ligger i närheten vid Rotonda dei Mille. Andra monument har rests över Viktor Emanuel II, Italiens förste kung, och Camillo di Cavour, Italiens första regeringschef. Och inte minst lokala hjältar från Garibaldis "rödskjortor" som Francesco Nullo.

## Ekonomi
Tack vare sitt läge vid Alpernas utlöpare, strax öster om Milano, har staden blivit ett betydande handels- och kommunikationscentrum. Näringslivet domineras av tjänste- och servicesektorn, men det finns även en del industrier.
Flygplatsen i Bergamo heter Orio al Serio. 

## Demografi
År 2006 var 90,47 procent av befolkningen italienare. Den största gruppen immigranter kommer från andra europeiska nationer, varav Albanien och Rumänien är de största, och utgör 3,15 procent av befolkningen. 2,37 procent är sydamerikaner, främst från Cochabamba, Bolivia, 1,41 procent är subsahariska afrikaner och 1,23 procent är nordafrikaner.
Staden domineras av romersk katolicism och är ett biskopssäte.. Även en del ortodoxa kristna, muslimer och protestanter lever i staden.

## Sport
Från staden kommer fotbollslaget Atalanta. Det gör även damvolleybollaget Volley Bergamo som under perioden 1996 till 2010 vann CEV Champions League och dess föregångare europacupen inte mindre än sju gånger.

## Covid-19-pandemin
Bergamo blev i ett tidigt stadium av covid-19-pandemin ett område med hög smittspridning, dödsfall och nedstängning av staden som följd. Bilder av militärfordon som körde ut dödsoffer från staden spreds ut i världen.